# Campeonato mundial de karaté de 1998
O campeonato mundial de karate de 1998, teve lugar no Rio de Janeiro, Brasil, em 1998. Foi a décima quarta edição do campeonato do mundo de karate sênior. No total, 720 karate estudantes de mais de 75 países do mundo participou de dezessete eventos sobre o programa.

## Resultados

### Eventos individuais

#### Kata
| Classificação | País | Karateka      |
| ------------- | ---- | ------------- |
| 1             |      | Ryoke Abe     |
| 2             |      | Michaël Milon |
| 3             |      | A. Hernández  |

| Classificação | País | Karateka          |
| ------------- | ---- | ----------------- |
| 1             |      | Atsuko Wakai      |
| 2             |      | Myriam Szkudlarek |
| 3             |      | Roberta Sodero    |

#### Kumite

##### Kumitemasculino
| Classificação | País | Karateka       |
| ------------- | ---- | -------------- |
| 1             |      | David Luque    |
| 2             |      | J. Barst       |
| 3             |      | Francesco Ortu |
| 3             |      | Hakan Yagli    |

| Classificação | País | Karateka           |
| ------------- | ---- | ------------------ |
| 1             |      | Alexandre Biamonti |
| 2             |      | Jean Carlos Peña   |
| 3             |      | J. Puertas         |
| 3             |      | C. Vieina          |

| Classificação | País | Karateka      |
| ------------- | ---- | ------------- |
| 1             |      | Halgun Alagas |
| 2             |      | Samad Azadi   |
| 3             |      | J. Lefevre    |
| 3             |      | Shisua Shiina |

| Classificação | País | Karateka         |
| ------------- | ---- | ---------------- |
| 1             |      | David Felix      |
| 2             |      | A. Pinto         |
| 3             |      | A. Busk          |
| 3             |      | Gennaro Talarico |

| Classificação | País | Karateka        |
| ------------- | ---- | --------------- |
| 1             |      | Gilles Cherdieu |
| 2             |      | A. Chateriadeh  |
| 3             |      | Zeynel Celik    |
| 3             |      | Wayne Otto      |

| Classificação | País | Karateka         |
| ------------- | ---- | ---------------- |
| 1             |      | Marc Haubold     |
| 2             |      | Yasumasa Shimizu |
| 3             |      | David Benetello  |
| 3             |      | Oscar Olivares   |

| Classificação | País | Karateka                  |
| ------------- | ---- | ------------------------- |
| 1             |      | Konstantinos Papadopoulos |
| 2             |      | Fernández                 |
| 3             |      | A. Katiraei               |
| 3             |      | Leon Walters              |

##### Kumitefeminino
| Classificação | País | Karateka      |
| ------------- | ---- | ------------- |
| 1             |      | Hiromi Masama |
| 2             |      | Sari Lã       |
| 3             |      | N. Jacobs     |
| 3             |      | Nadia Mecheri |

| Classificação | País | Karateka            |
| ------------- | ---- | ------------------- |
| 1             |      | Jillian Toney       |
| 2             |      | Nathalie Leroy      |
| 3             |      | Marianne Tarva      |
| 3             |      | Alexandra Witteborn |

| Classificação | País | Karateka         |
| ------------- | ---- | ---------------- |
| 1             |      | Laurence Fischer |
| 2             |      | Laurene Bevaart  |
| 3             |      | I. Nabeki        |
| 3             |      | J. Nagel         |

| Classificação | País | Karateka     |
| ------------- | ---- | ------------ |
| 1             |      | Mr. Maja     |
| 2             |      | P. Piskacová |
| 3             |      | Yıldız Aras  |
| 3             |      | T. Weekes    |

### Equipe de eventos
| Classificação | País |
| ------------- | ---- |
| 1             |      |
| 2             |      |
| 3             |      |

| Classificação | País |
| ------------- | ---- |
| 1             |      |
| 2             |      |
| 3             |      |

| Classificação | País | Karatekas.                                              |
| ------------- | ---- | ------------------------------------------------------- |
| 1             |      | Romano Anselmo, Yann Baillon e Michael Braun, incluindo |
| 2             |      |                                                         |
| 3             |      |                                                         |
| 3             |      |                                                         |

| Classificação | País                                                                           |
| ------------- | ------------------------------------------------------------------------------ |
| 1             |                                                                                |
| 2             |                                                                                |
| 3             | borda\|class=noviewer\|20x20px\| Croácia                                       |
| 3             | [[Fichier:Flag_of_Spain.svg\|borda\|class=noviewer\|20x20px\|20x20px]] Espanha |

## Quadro de medalhas
No total, 64 medalhas foram concedidas para 18 países diferentes, e oito ganharam pelo menos uma medalha de ouro. A França lidera o quadro de medalhas , enquanto o país anfitrião ganhou três medalhas.
| Tableau des médailles | |    |        |        |       |
| Rang                  | Pays | Or | Argent | Bronze | Total |
| 1                     | | 5  | 4      | 2      | 11    |
| 2                     | [[Fichier:Flag_of_Japan.svg\|borda\|class=noviewer\|20x20px\|20x20px]] Japão                              | 5  | 1      | 2      | 8     |
| 3                     | [[Fichier:Flag_of_Turkey.svg\|borda\|class=noviewer\|20x20px\|20x20px]] Turquia                           | 2  | 0      | 3      | 5     |
| 4                     | [[Fichier:Flag_of_the_United_Kingdom.svg\|borda\|class=noviewer\|20x20px\|20x20px]] Reino Unido           | 1  | 2      | 3      | 6     |
| 5                     | [[Fichier:Flag_of_Spain.svg\|borda\|class=noviewer\|20x20px\|20x20px]]Predefinição:Espagne                | 1  | 1      | 6      | 8     |
| 6                     | [[Fichier:Flag_of_Germany.svg\|borda\|class=noviewer\|20x20px\|20x20px]]Predefinição:Allemagne            | 1  | 1      | 4      | 6     |
| 7                     | [[Fichier:Flag_of_Brazil.svg\|borda\|class=noviewer\|20x20px\|20x20px]] Brasil                            | 1  | 1      | 1      | 3     |
| 8                     | [[Fichier:Flag_of_Greece.svg\|borda\|class=noviewer\|20x20px\|20x20px]] Grécia                            | 1  | 0      | 0      | 1     |
| 9                     | [[Fichier:Flag_of_Italy.svg\|borda\|class=noviewer\|20x20px\|20x20px]]Predefinição:Italie                 | 0  | 1      | 4      | 5     |
| 10                    | [[Fichier:Flag_of_Finland.svg\|borda\|class=noviewer\|20x20px\|20x20px]] Finlândia                        | 0  | 1      | 1      | 2     |
| 10                    | [[Fichier:Flag_of_Iran.svg\|borda\|class=noviewer\|20x20px\|20x20px]] Irão                                | 0  | 1      | 1      | 2     |
| 12                    | [[Fichier:Flag_of_Australia.svg\|borda\|class=noviewer\|20x20px\|20x20px]] Austrália                      | 0  | 1      | 0      | 1     |
| 12                    | [[Fichier:Flag_of_the_United_States.svg\|borda\|class=noviewer\|20x20px\|20x20px]]Predefinição:États-Unis | 0  | 1      | 0      | 1     |
| 12                    | [[Fichier:Flag_of_the_Czech_Republic.svg\|borda\|class=noviewer\|20x20px\|20x20px]] Tchecoslováquia       | 0  | 1      | 0      | 1     |
| 12                    | [[Fichier:Flag_of_Venezuela.svg\|borda\|class=noviewer\|20x20px\|20x20px]] Venezuela                      | 0  | 1      | 0      | 1     |
| 16                    | [[Fichier:Flag_of_Belgium_(civil).svg\|borda\|class=noviewer\|20x20px\|20x20px]]Predefinição:Belgique     | 0  | 0      | 1      | 1     |
| 16                    | [[Fichier:Flag_of_Croatia.svg\|borda\|class=noviewer\|20x20px\|20x20px]] Croácia                          | 0  | 0      | 1      | 1     |
| 16                    | [[Fichier:Flag_of_Denmark.svg\|borda\|class=noviewer\|20x20px\|20x20px]] Dinamarca                        | 0  | 0      | 1      | 1     |